# Verwaltungsgemeinschaft Hexental
Verwaltungsgemeinschaft Hexental – związek gmin w Niemczech, w kraju związkowym Badenia-Wirtembergia, w rejencji Fryburg, w regionie Südlicher Oberrhein, w powiecie Breisgau-Hochschwarzwald. Siedziba związku znajduje się w miejscowości Merzhausen.
Związek gmin zrzesza pięć gmin:
- Au, 1453 mieszkańców, 3,99 km²
- Horben, 1100 mieszkańców, 8,75 km²
- Merzhausen, 4824 mieszkańców, 2,76 km²
- Sölden, 1167 mieszkańców, 3,80 km²
- Wittnau, 1461 mieszkańców, 5,04 km²

Trzy z tych gmin, Au, Wittnau i Sölden, leżą w całości w obrębie obszaru krajobrazowego Hexental, a Merzhausen w swojej południowej części. Horben położone jest na grani Schwarzwaldu między Hexental a doliną Günterstal.